# Offensive soviétique de Mandchourie
Pour les articles homonymes, voir Bataille de Mandchourie et Tempête (homonymie).
Guerre soviéto-japonaise
Batailles
Batailles et opérations de la guerre du Pacifique

Japon :
- Raid de Doolittle
- Bombardements stratégiques sur le Japon (Tokyo
- Yokosuka
- Kure
- Hiroshima et Nagasaki)
- Raids aériens japonais des îles Mariannes
- Campagne des archipels Ogasawara et Ryūkyū
- Opération Famine
- Bombardements navals alliés sur le Japon
- Baie de Sagami
- Invasion de Sakhaline
- Invasion des îles Kouriles
- Opération Downfall
- Reddition du Japon

Pacifique central :
- Pearl Harbor
- Guam (1941)
- Wake
- Raid sur les îles Gilbert et Marshall
- Opération K
- Midway
- Opération RY
- Campagne des îles Gilbert et Marshall
- Campagne des îles Mariannes et Palaos
- Campagne des archipels Ogasawara et Ryūkyū
- Opération Inmate

Pacifique du sud-ouest :
- Nauru
- Invasion des Philippines (1941-42)
- Invasion des Indes orientales néerlandaises
- Opérations de l'Axe dans les eaux australiennes
- Raids aériens japonais sur l'Australie (1942-43)
- Opération Ke
- Campagne des îles Salomon
- Campagne de Nouvelle-Guinée
- Campagne des Philippines
- Campagne de Bornéo (1945)

Asie du sud-est :
- Invasion de l'Indochine (1940)
- Océan Indien (1940-45)
- Guerre franco-thaïlandaise
- Invasion de la Thaïlande
- Campagne de Malaisie
- Hong Kong
- Singapour
- Campagne de Birmanie
- Opération Kita
- Indochine (1945)
- Détroit de Malacca
- Opération Jurist
- Opération Tiderace
- Opération Zipper
- Bombardements stratégiques (1944-45)

Guerre sino-japonaise
Front d'Europe de l’Ouest
Front d'Europe de l’Est
Bataille de l'Atlantique
Campagnes d'Afrique, du Moyen-Orient et de Méditerranée
Théâtre américain
L’offensive soviétique de Mandchourie, aussi appelée invasion soviétique de la Mandchourie[réf. nécessaire], officiellement nommée opération offensive stratégique en Mandchourie (en russe Манчжурская стратегическая наступательная операция, Mantchjourskaïa strateguitcheskaïa nastoupatelnaïa operatsia), fut l'une des dernières grandes opérations de la guerre du Pacifique, en 1945, à la fin de la Seconde Guerre mondiale.
Déclenchée entre les deux bombardements atomiques d'Hiroshima et de Nagasaki, elle vit la libération par l'Armée rouge de la Mandchourie, qui était alors le protectorat japonais du Mandchoukouo, ainsi que de divers territoires envahis par l'empire du Japon durant sa période expansionniste, comme la Corée. L'opération est également surnommée opération Tempête d'août depuis 1983 par l'historien américain David Glantz.
C’est l’une des plus importantes opérations militaires de la Seconde Guerre mondiale, tant dans sa phase de préparation où environ un million d’hommes et des quantités importantes de matériel sont déplacées sur plus de 9 000 km à travers la Sibérie, que dans sa phase opérationnelle, le champ de bataille faisant plus de 4 000 km de large et 800 de profondeur. Elle se solde par une victoire soviétique contre l'armée japonaise du Guandong dans la guerre soviéto-japonaise. Selon de nombreux historiens, c’est le principal évènement qui accélère la capitulation japonaise, le 15 août 1945.

## Contexte
Cette offensive se déroule dans une zone qui a vu dix guerres se dérouler en un siècle : quatre entre la Russie ou l’URSS et le Japon (guerre russo-japonaise en 1904-1905, intervention japonaise en Sibérie entre 1917 et 1922, 1938-1939 (dont la bataille de Khalkhin Gol et la guerre soviéto-japonaise 1945), deux entre la Chine et le Japon (première (en 1894-1895) et seconde guerre sino-japonaise en 1931-1945) et trois entre la Russie ou l’URSS et la Chine (1900-1901, 1929, 1969), plus la guerre de Corée.

### Antécédents
Au début du XXe siècle, la Russie est considérée comme la puissance dominante de la région, et le Japon est la puissance ascendante, qui inflige une défaite à l’empire tsariste lors de la guerre russo-japonaise (1904-1905) qui lui permet d’annexer le sud de Sakhaline, le sud de la Mandchourie et la base navale de Port-Arthur. Il annexe ensuite la Corée (1910), puis occupe Sakhaline-Nord à la faveur de la révolution russe de 1917. L’armée japonaise se bat en Sibérie contre les bolchéviques de 1918 à 1922 ; Sakhaline-Nord est rendue en 1925.
Face à cette menace, l’Union soviétique déploya ses meilleures divisions sur sa frontière d’Extrême-Orient, et la région fut industrialisée (avec notamment des usines de munitions) afin de lui permettre de se défendre de manière autonome sans dépendre uniquement du transsibérien.
Au début de l’occupation japonaise de la Mandchourie, en 1931, l’URSS s’estime trop faible pour résister, et choisit de composer ; les chemins de fer mandchous sont donc vendus au Japon en 1935,. Dans les années 1930, de nombreux conflits frontaliers opposent le Japon et l’URSS, qui aboutissent à un affrontement décisif à la bataille de Khalkhin Gol en mai-septembre 1939, qui voit la victoire de l’Union soviétique.
De même, l’URSS ne s’engage pas dans la guerre sino-japonaise, mais soutient les factions nationaliste et communiste chinoises, considérant qu’elles contribuent à fixer l’armée japonaise et donc à écarter une menace. Elle fournit ainsi 1 200 avions et 2 000 pilotes à l’armée nationaliste. Dans le même ordre d’idées, la satellisation de la Mongolie extérieure (détachée de la Chine pour constituer la Mongolie actuelle) et de la république populaire de Tannou-Touva constitue un exemple de « défense par l’avant », tout comme le contrôle exercé sur le Xinjiang.
Le 13 avril 1941, les deux puissances signent le pacte nippo-soviétique ; ce pacte de neutralité permet aux deux puissances de se concentrer sur les guerres à venir : celle avec l’Allemagne pour l’une et celle dans le Pacifique pour l’autre tout comme la fin des combats en 1939 avait permis à l’URSS d’attaquer la Pologne. Et, à l’automne 1941, l’URSS est long à dégarnir ses défenses dans ses provinces maritimes, craignant une attaque du Japon.

### Préparatifs diplomatiques
Les objectifs des Soviétiques sont de gagner en influence sur le Pacifique nord, Japon inclus, de saisir et d'incorporer dans l'Union soviétique le sud de Sakhaline et les Kouriles, d'éliminer les Japonais sur le continent et d'y réduire la présence occidentale, de contrôler le réseau de chemins de fer de Mandchourie, et de conserver leur influence sur la Mongolie (extérieure).
Dès la conférence de Moscou (octobre 1943), Staline informe ses alliés britannique et américain de son intention de les rejoindre dans la guerre contre le Japon dans les trois mois après la défaite allemande. Les préparatifs pour cette guerre ont commencé dès décembre 1941. Il renouvelle cette information à la conférence de Téhéran, en précisant ce qu’il compte obtenir par cette participation : le sud de Sakhaline et les îles Kouriles. Il souhaite aussi participer au règlement de la guerre en Asie : une participation militaire lui permettrait ainsi de faire retrouver un rôle de grande puissance en Asie à la Russie. Enfin, il espère ainsi pousser les Anglo-Saxons à accélérer l’ouverture d’un troisième front en Europe (en plus des fronts russe et italien) pour soulager ses troupes et accélérer la défaite de l’Allemagne. À Yalta, il obtient également des baux pour le port de Port-Arthur et une co-exploitation des chemins de fer de Mandchourie et de l’Est de la Chine. Alors que le département d'État est réticent, Roosevelt donne son approbation et un accord est signé entre Harriman et Molotov le 10 février.
Lors de la conférence de Yalta, Joseph Staline, sur l'insistance de Franklin Delano Roosevelt, avait promis aux Alliés que l'Union soviétique entrerait en guerre contre le Japon trois mois après la fin des hostilités contre l'Allemagne. Le président américain souhaitait l’intervention soviétique pour soulager l’effort pesant sur l’armée américaine et limiter ses pertes, qui étaient envisagées par l’état-major comme devant être très lourdes. La seule condition mise par Roosevelt à son accord est l’approbation par Tchang Kaï-Chek des desiderata soviétiques. Staline commença alors ses préparatifs :
- des troupes sont transférées progressivement dès le printemps d’Europe vers l’Extrême-Orient ;
- des négociations sont ouvertes avec les nationalistes chinois ;
- et, pour tromper les Japonais, des manœuvres dilatoires sont utilisées dans les contacts diplomatiques avec le Japon, afin que le Japon ne commence pas à préparer une guerre contre l’URSS[3].

Ainsi, quand l’URSS proclame le 2 avril 1945 que le traité de neutralité de 1941, arrivant à échéance en avril 1946, ne serait pas renouvelé, des assurances sont données par Molotov à l’ambassadeur japonais à Moscou que les engagements pris seraient toutefois respectés jusqu’au bout. Cet avertissement devait être donné au moins un an avant l’échéance du traité, faute de quoi il était automatiquement prorogé ; cette notification publique visait aussi à rassurer les États-Unis sur l’entrée en guerre de l’URSS contre le Japon.
De son côté, Truman, pour éviter d’être redevable à l’URSS de la victoire sur le Japon, change la revendication américaine de « capitulation sans conditions » à « capitulation de l’armée sans conditions », en espérant que les Japonais accepteraient plus facilement. Mais, à ce moment de la guerre, la capitulation n’entrait pas dans les options envisagées par la partie belliciste des cercles dirigeants japonais, et ces nuances ne changèrent rien.
Du côté japonais, si la défaite apparaissait comme inéluctable dès 1943, de nombreux facteurs freinaient ou bloquaient l’acceptation de la demande de capitulation par les Alliés. D’une part, le fonctionnement institutionnel donnait un droit de veto à l’armée, tant au sein du cabinet ministériel qu’au sein du conseil suprême pour la direction de la guerre (créé en août 1944) : la prise de décision devait se faire à l’unanimité. La stratégie japonaise, au printemps et à l’été 1945, reposait sur deux axes :
- imposer de fortes pertes à l’armée américaine lors de l’invasion de l’archipel, notamment lors de sa première phase, envisagée à Kyushu : c’est la stratégie du ketsugo. Le niveau de pertes américaines étant vu comme permettant de négocier dans de meilleurs conditions ;
- le recours à l’URSS, soit, a) comme intermédiaire pour la négociation des conditions de la capitulation, soit b) pour lui demander une aide militaire dans la guerre contre les États-Unis, soit enfin c) négocier avec l’Union soviétique une neutralité bienveillante, c’est-à-dire une non-entrée en guerre.

Fin avril 1945, les Japonais sont au courant des mouvements de troupes soviétiques, mais ne peuvent se décider sur le sens de ce déploiement de forces. Ils entament donc des négociations avec l’URSS afin de renouveler le pacte de 1941, que Molotov feignit d’étudier favorablement afin de faire perdre du temps aux Japonais. Puis, début juin 1945, les dirigeants japonais prennent conscience de l’état désastreux de leurs troupes et de la déliquescence de leur complexe militaro-industriel, compromettant fortement voire rendant impossible la stratégie envisagée jusque là. Le 22 juin, décision est prise de négocier avec l’URSS. Fumimaro Konoe est nommé émissaire plénipotentiaire (certains membres du conseil souhaitant qu’il négocie une aide militaire, d’autres une médiation auprès des États-Unis) ; mais les Soviétiques refusent son entrée sur le territoire tant que les raisons précises de son voyage ne leur sont pas transmises.
Les services secrets américains avaient cassé les codes de communication japonais, ce qui permit aux dirigeants américains d’être au courant des options envisagées par leurs homologues nippons. Dans les cercles dirigeants américains, on utilise aussi des stratégies dilatoires, afin de faire durer la guerre et d’avoir une occasion de tester la bombe atomique en conditions réelles.[réf. nécessaire] C’est ainsi que la demande de reddition inconditionnelle fut fermement maintenue, en sachant que les divisions au sein du Cabinet ministériel japonais empêcherait qu’elle soit acceptée et que cela légitimerait l’utilisation de la bombe. Lors de la conférence de Potsdam (juillet 1945), les délégations américaines et soviétiques produisent un ultimatum que les Japonais ne peuvent accepter, notamment en évitant d’indiquer que le système impérial pourrait être conservé, et donc conduisant à continuer les combats, jusqu’au déclenchement de l’offensive pour les Soviétiques et jusqu’à l’emploi de la bombe pour les Américains. Et, alors que Staline envisageait une offensive vers le 15 août, décision est prise d’avancer son déclenchement dans la nuit du 10 au 11 août.
La réaction du Conseil de guerre japonais fut, étant donné que les États-Unis avaient exclu l’URSS de la signature de l’ultimatum envoyé au Japon, de considérer qu’il était encore possible de recourir à la médiation de Moscou pour obtenir de meilleures conditions. Le parti de la guerre était lui favorable au rejet. La déclaration officielle fut donc, en attendant le résultat des consultations de Moscou, que le gouvernement japonais ignorait l’ultimatum (mais sans préciser qu’il n’était ni accepté, ni refusé). Les États-Unis interprétèrent donc cette déclaration selon leurs désirs, comme un refus, ce qu’il n’était pas.
Le 6 août, les États-Unis détruisent la ville d’Hiroshima par la première utilisation militaire d’une bombe atomique. Mais la puissance de cette destruction, finalement similaire à celle d’un bombardement classique ou au napalm, ne modifia en rien les paramètres du processus de décision au sein du conseil de guerre japonais, qui souhaitait toujours prendre connaissance de la position soviétique. L’ambassadeur Sato ayant obtenu une entrevue avec Molotov pour le 8 août à 17 heures, décision est prise d’attendre le résultat de cette consultation.
Du côté soviétique, cette demande japonaise est une bonne nouvelle : alors que l’annonce du bombardement d’Hiroshima avait fait croire que la guerre était finie (et donc que l’URSS ne pourrait obtenir de gains territoriaux dans le Pacifique), cette demande montrait que les Japonais n’étaient pas encore décidés à capituler. Staline décide à 16 h 30 de déclencher l’offensive pour la nuit du 8 au 9 août à minuit (soit six heures plus tard, en tenant compte du décalage horaire) ; il passa outre l’échec de la demande d’accord auprès des Chinois. Molotov reçoit donc Satō le 8 à 17 heures et lui donne lecture de la déclaration de guerre de l’Union soviétique au Japon. Une heure plus tard, à minuit heure locale, l’armée rouge commençait ses opérations d’invasion. Le lendemain, la Mongolie déclare également la guerre au Japon.
Aussitôt, les dirigeants japonais se rendent compte que la souveraineté du Japon est menacée à très court terme : le front de Mandchourie va s’effondrer rapidement, et les îles du Nord du Japon sont sans défense. Ils envisagent une invasion sur Hokkaido en dix jours et donc, discutent seulement à partir de ce moment-là de la façon d’accepter l’ultimatum des États-Unis, qu’ils acceptent seulement le 14 août, une fois reçue la note Byrnes qui laissait la porte ouverte au maintien de l’empereur (sans rien promettre), et devant l’avance continue des armées soviétiques.

### Préparatifs militaires
La zone des combats envisagée couvrait 1,5 million de km carrés, et sur trois fronts différents. Les premiers préparatifs se déroulent à partir de fin 1943. Un commandement distinct est créé et confié au maréchal Alexandre Vassilievski qui commence à rédiger des plans à partir de la fin de 1944. Prêts en mars, ils sont approuvés en juin par Staline.
Dès avril 1945, le matériel nécessaire commence à être transporté vers l’Est de l’URSS, via le transsibérien. Un million de soldats sont transférés à partir de mai, pour former un ensemble de 80 divisions (1,5 million d’hommes), équipés de matériel moderne soviétique et américain ; des aérodromes sont construits pour l’aviation. La majorité des mouvements ont lieu de nuit, utilisant 20 à 30 trains par jour, soit 136 000 wagons. Le génie soviétique construit 1 390 km de routes, en répare 5 000 km, creuse ou répare des puits. Le Japon continue de laisser passer les livraisons de matériel américain par les Kouriles, ce qui renforce les préparatifs soviétiques. Le rapport de force entre URSS et l'empire du Japon était jusque-là favorable dans la région à l'armée du Guandong (en Mandchourie), à laquelle faisait face l'armée autonome de Sibérie, dotée d'une quarantaine de divisions. Du fait de ponctions répétées, les effectifs de l'armée du Guandong étaient descendus à 500 000 hommes. Avec l'arrivée des renforts venus du front allemand, les effectifs soviétiques montent à 1 500 000 hommes et 5 500 chars. Afin d'économiser les pertes humaines russes, la moitié des soldats envoyés au combat sont polonais.
Lors de la réunion du Politburo des 26 et 27 juin, le plan de l’offensive est décidé : des attaques sont décidées sur l’ensemble du front. L’objectif est de s’emparer des territoires convoités par la force, afin de s’assurer de les obtenir.
Placées sous les ordres du maréchal Aleksandr Mikhaïlovitch Vassilievski, les troupes soviétiques sont disposées en trois fronts (regroupement d’armées) :
- le front de Transbaïkalie du maréchal Rodion Malinovsky, comptant quatre armées, doit avancer vers l’est jusqu’à Harbin, Changchun et Moukden à travers des régions désertiques. Cette offensive est soutenue au sud par l’armée mongole commandée par le maréchal Horloogiyn Choybalsan ;
- le 2(nd) front d’Extrême-Orient, avec deux armées, commandé par le maréchal Maxime Pourkaïev doit attaquer au nord, dans des zones marécageuses : son objectif est de retenir les troupes qui lui feront face ;
- le 1er front d’Extrême-Orient, avec trois armées et un corps de blindés, commandé par le maréchal Kirill Meretskov attaque à partir de la région de Vladivostok vers le nord-ouest (le Khingan où des guérillas coréennes sont actives) et Harbin, et vers la péninsule coréenne au sud-ouest.

Le but de ces manœuvres est de couper l’armée de Kwantung en deux et de la détruire petit à petit, et d’occuper la Mandchourie et la Corée, en six à huit semaines.
Parallèlement à l'opération en Mandchourie, la Flotte du Pacifique et la XVIe armée sont chargées de récupérer le sud de Sakhaline (occupée par le Japon depuis la guerre russo-japonaise de 1905) et de réaliser l'invasion des Îles Kouriles.
Du côté japonais, dix-sept régions fortifiées sont organisées, disposant de 4 500 ouvrages permanents et défendues par un tiers des troupes disponibles. Le commandement japonais estime qu’il faudra six mois à l’Armée rouge pour occuper la Mandchourie, ce qui lui permettra d’organiser une contre-offensive jusqu’à porter les combats sur le territoire de l’URSS avant de négocier les conditions de la paix dans les conditions les plus favorables.
Pour cela, l’armée présente en Mandchourie, inférieure en effectifs, dispose de matériel obsolète, d’une artillerie de petit calibre, et d’avions obsolètes et dispersés.

### Combats

#### Opérations en Mandchourie
Le 9 août, l'Armée rouge pénètre en Mandchourie (occupée depuis 1931 par les Japonais qui y avaient installé l'État du Mandchoukouo), ainsi qu'en Mongolie-Intérieure, où elle avait installé le Mengjiang, et dans la partie sud de Sakhaline. Des débarquements ont également lieu sur la côte orientale du nord de la Corée, alors colonisée par le Japon.
Les Soviétiques font porter l’essentiel de leur effort à l’ouest (front transbaïkal), avec 90% des chars et de l’artillerie. La 4e armée indépendante japonaise qui leur fait face s’effondre en quelques jours. Les Japonais font retraite en brûlant tout derrière eux ; les Soviétiques franchissent le Grand Khingan et avancent de 450 km en quatre jours. À l’est, les Soviétiques doivent franchir des fortifications : après les avoir affaiblies par des bombardements aériens et d’artillerie, ils progressent rapidement. Des combats acharnés ont lieu autour de Mudanjiang : le verrou saute le 16 août.
Les Japonais sont totalement surpris. Ne s’attendant pas à une offensive sur ce front, ils en avaient retiré des troupes pour renforcer les défenses de Kyushu. Les premières heures, l’armée du Kwantung reçoit ainsi des ordres contradictoires. Le quartier général n’est prévenu qu’à 5 h 30 et ne sait comment réagir.
Le 15 août, un accord sur Port-Arthur est signé entre les nationalistes chinois et les Soviétiques, selon lequel ce port sera réservé aux marines militaires et commerciales soviétiques et chinoises, que les forces terrestres et aériennes soviétiques pourront également y stationner, et que les Soviétiques pourront y construire des infrastructures de défense et de sécurité maritime qui reviendront à la Chine à la fin de leur mission.
Le 2D front d’Extrême-Orient avance moins vite : après avoir franchi l’Oussouri, il se trouve dans des zones marécageuses le long de la rivière Songhua. Néanmoins, il avance de 160 km en moins d’une semaine. Le Japon accepte l’ultimatum des Alliés le 14 août, l’ordre de cessez-le-feu est envoyé le 17, et la capitulation est signée le 2 septembre. Néanmoins, pour atteindre leurs objectifs de guerre, les Soviétiques continuent les opérations jusqu’au 5 septembre. L’ordre est donné de refuser toute négociation de cessez-le-feu, sauf cas de reddition immédiate ; aussi, de nombreux parlementaires japonais sont exécutés entre le 16 et le 19 août, quand l’armée du Guandong capitule. Des unités spéciales sont alors formées pour occuper le plus vite possible les grandes villes ; Staline ordonne même l’envoi de troupes aéroportées sur Port-Arthur pour les 22-23 août.
Le 16 août 1945, les Soviétiques réalisent à Kalgan leur jonction avec les troupes du Parti communiste chinois, encerclant l'armée du Guandong. Le général Otozō Yamada entame des pourparlers de capitulation. Le 20 août 1945, le cessez-le-feu est proclamé. Le 23 août, l'armée rouge prend place à Port-Arthur, à la suite de l'accord du 15 août 1945.
Parallèlement, entre le 11 et le 25 août, la XXVe armée soviétique pénètre en Corée jusqu'au 38e parallèle nord, les forces japonaises ayant cessé de résister dans ce secteur,.
À la fin du mois d’août, toutes les forces japonaises s’étaient rendues et étaient désarmées ; 600 000 Japonais étaient prisonniers.

#### Opérations à Sakhaline
À Sakhaline-Sud, défendue par la 88e division, les Japonais s’étaient préparés à une attaque américaine, et avaient donc fortifié la côte est. Une fois la réussite de l’offensive assurée en Mandchourie, le 56e corps de fusiliers est déployé, soutenu par la flotte du Pacifique, pour une offensive le 11 à partir de 9 h 35. Les combats sont furieux dans la première ville, Koton, malgré des ordres contradictoires ; les Japonais se battent néanmoins jusqu’au bout, se faisant massacrer. L’ordre de cessez-le-feu du quartier général impérial arrive le 19. Les Soviétiques avancent alors vers le sud, prenant Toyohara le 25, avec trois jours de retard sur le planning, en même temps que le port d’Otomari.

#### Opérations dans les Kouriles
Les Kouriles étaient l’objectif le plus important pour Staline, afin d’avoir un accès sûr au Pacifique. Mais les Kouriles ne sont pas définies précisément dans l’accord avec les États-Unis, qui doivent occuper les quatre plus au nord à la fin de la guerre.
L’occupation est ordonnée le 15 au matin par Vassilievski dans la précipitation. Deux régiments de la 101e division de fusiliers, quelques navires de la flotte du Pacifique sont donc rassemblés à Petropavlovsk dans le Kamchatka afin d’occuper le maximum d’îles. 8800 soldats soviétiques débarquent à Shimushu le 18 août à 2 h 15, sous les tirs des batteries côtières japonaises. Le 11e régiment de char japonais commet l’erreur d’avancer trop vite, sans attendre la 73e brigade d’infanterie, ce qui l’expose. Mais les Japonais sont en supériorité numérique, recevant des renforts de l’île voisine de Paramushiru et font reculer les Soviétiques, quand ils reçoivent l’ordre d’arrêter l’offensive, puis celui d’arrêter la défense. Les jours suivants, les Soviétiques continuent d’avancer, et des combats ont lieu, certaines unités japonaises continuant le combat malgré les ordres. Le cessez-le-feu officiel est signé le 21 août.
Dans ce secteur, par impréparation, les Soviétiques subissent un quasi-revers : ils n’envoient à Shimushu que 8 800 hommes contre 8 500 Japonais, l’artillerie n’est disponible que tard (chargée au fond des bateaux), les Japonais reçoivent 14 000 hommes en renfort de Paramushiru et disposent de bonnes fortifications.
Moscou ordonne ensuite d’occuper le reste des Kouriles : Paramushiru est occupée dans la nuit du 23 au 24. La prise d’Uruppu prend cinq jours, du 26 au 30, simplement parce que les Soviétiques ne connaissaient pas de point de débarquement et n’avaient pas d’information sur la défense de l’île. Ainsi, deux bataillons occupent l’îlot d’Harumukotan, non-défendu, pendant que la force de débarquement erre autour d’Uruppu. Ce n’est que le 31 que quelques troupes de reconnaissance arrivent à prendre pied à Uruppu, qu’un émissaire japonais rejoint aussitôt pour faire la reddition de la garnison. Les troupes soviétiques arrivent accompagnées d’officiers japonais dans les autres îles, qui font leur reddition sans difficulté (un premier groupe débarque à Onekotan le 25, Shasuktotan le 26 et Harumukotan le 27 ; un second à Matsuwa et Shimushiru le 27). À la suite de quelques incompréhensions et difficultés issues du manque de préparation de cette opération, l’opération traînait en longueur, aussi Moscou envoya de nouveaux renforts et renouvela ses ordres pour en finir avant le 2 septembre, date de la signature officielle de la capitulation japonaise sur le Missouri. Un groupe débarque sur Kunashiri le 1er septembre, la plus méridionale des Kouriles, où la garnison japonaise fait immédiatement sa reddition, ainsi à Shikotan, une île dépendant d’Hokkaido. Les troupes japonaises défendant les petites îles Habomai, elles aussi de la préfecture d’Hokkaido, font leur reddition entre les 3 et 5 septembre.

### Pertes
Après la capitulation de l'armée du Guandong, de nombreuses unités japonaises continuent de combattre, jusqu'à début septembre. Les Corps combattants des citoyens patriotiques, la milice japonaise, subissent de lourdes pertes (dix fois plus élevées que les Soviétiques).
Les Soviétiques annoncent n'avoir subi que 8 000 pertes humaines environ, les Japonais dix fois plus.
Entre 500 000 et 594 000 Japonais sont faits prisonniers par les Soviétiques, dont 148 généraux. Certains sont détenus pendant de longues périodes, à l'image de Ryūzō Sejima qui reste emprisonné dans un camp soviétique en Sibérie pendant onze années. Le roman Fumō Chitai (en) et ses adaptations télévisées sont inspirés de la vie de Ryūzō Sejima au sein des camps soviétiques.

## Conséquences
Le 15 août 1945, l'empereur Hirohito annonce la capitulation du Japon et un cessez-le-feu est déclaré dans la région. Les gouvernements collaborateurs du Mandchoukouo et du Mengjiang cessent d'exister.
Commencée entre les deux bombardements atomiques américains, trois jours après celui d'Hiroshima et quelques heures avant celui de Nagasaki, l'attaque soviétique est, avec les frappes nucléaires, l'un des facteurs décisifs de la reddition du Japon. Le gouvernement japonais souhaitait notamment éviter l'occupation de son territoire national par les Soviétiques, ce qui aurait ruiné les espoirs de survie du système impérial.
Les Soviétiques profitent de leur présence sur place pour opérer un pillage en règle de la Mandchourie, notamment en démantelant et transférant en URSS l'essentiel des infrastructures et des installations industrielles de l'ex-Mandchoukouo,, au grand dam du Parti communiste chinois. L’armée soviétique acquiert durant ces opérations une expérience dans les opérations amphibie et aéroportées.
Tchang Kaï-chek, n'ayant pas de troupes en Mandchourie, négocie avec les Japonais pour éviter qu'ils se retirent trop tôt, ce qui aurait eu pour conséquence la prise de contrôle de la région par les communistes. Il fait transmettre aux troupes japonaises restées sur place l'ordre de ne pas remettre leurs armes aux communistes et d'attendre l'arrivée des soldats du Kuomintang. Tchang ne peut cependant empêcher qu'une partie des territoires conquis par l'armée soviétique en Mandchourie soient investis par les troupes du Parti communiste chinois, qui gagne ainsi de précieuses bases d'opération, tandis que la guérilla communiste locale opère sa jonction avec les troupes régulières du PCC. Les communistes chinois installent leur pouvoir à Harbin et s'étendent vers le sud. La conquête définitive de la Mandchourie par les communistes est, à la fin 1948, l'un des faits décisifs de la guerre civile chinoise.
La position géopolitique de l’URSS se voit considérablement améliorée par cette offensive :
- la menace japonaise est écartée[4] ;
- les empires coloniaux européens en Asie sont fragilisés[4] ;
- l’annexion de Sakhaline et des îles du sud de l’archipel des Kouriles donne un accès au Pacifique à la flotte soviétique de Vladivostok, qui auparavant était enfermée dans sa rade. De plus, quelques industries encore en bon état sont installées dans le sud de Sakhaline, ce qui donne plus de valeur à ce territoire[1],[4] ;
- son armée occupe le nord de la Corée, ce qui permet la mise en place du régime communiste coréen et constitue le prélude à la guerre de Corée[1]. Ici, l’URSS aurait pu obtenir plus, car les Américains étaient trop loin pour empêcher les Soviétiques d’occuper toute la péninsule ; leur proposition de division de la Corée sur le 38e parallèle, faite à la hâte, est acceptée par la partie soviétique, qui aurait pourtant pu aussi bien diplomatiquement que militairement occuper toute la péninsule[4].

Le renforcement de la position générale de l’URSS dans la région lui permet encore d’améliorer sa position dans les négociations avec la Chine : ainsi, alors que les accords de Yalta prévoyaient un retour au statu quo pour la Mongolie (c’est-à-dire, pour la Chine, un retour sous sa domination), Staline obtient qu’elle reste indépendante, c’est-à-dire un de ses satellites.
L’occupation du sud de l’archipel des Kouriles constitue encore aujourd’hui un différend territorial entre le Japon et la Russie, qui l’a hérité de l’URSS.